# Шваяков, Устин Никитович
Шваяков Устин Никитич (28.05.1914 — 22.07.1985) — советский хозяйственный и партийный работник, участник партизанского движения на территории Глусского района Белоруссии в годы Великой Отечественной войны.

## Биография
Родился в д. Кошелёво Буда-Кошелёвского района Гомельской области.
Член ВКП(б) с 1942. Работал завхозом
Буда-Кошелёвской райбольницы. С 1934 в Буда-Кошелёвском, затем Глусском районном отделе милиции.
С июля 1941 партизан, командир инициативной группы, на базе которой в январе 1942 сформирован отряд
им. Н. А. Щорса; по август 1943 командир этого отряда. После тяжёлого ранения отправлен в советский тыл.
С 1944 ст. оперуполномоченный Полесского областного управления НКВД.
С 1945 зам. председателя Глусского райисполкома. С 1946 на хозяйственной работе в Глусском районе:
директор торфопредприятия, электростанции, председатель колхоза, сельпо, правления раймежколхозстроя.
Похоронен в г. п. Глуск. Именем У. Н. Шваякова названа улица в Глуске.